# Carletto Bruno
Carletto Bruno (fl. XX secolo) è stato un calciatore italiano, di ruolo attaccante.

## Carriera
Con la Dominante gioca 10 gare nel campionato di Divisione Nazionale 1928-1929 e 4 gare nella Serie B 1929-1930.
Lasciata la Dominante nel 1930 per svolgere il servizio militare, rimane nel club genovese, tornato nel frattempo al vecchio nome di Sampierdarenese, fino al 1933.